# Hassel – Slavhandlarna
Hassel – Slavhandlarna är en svensk TV-film från 1989.

## Handling
Under spaningarna efter förrymd fånge kommer Polisen på en liga som förmedlar skuldsatta illegala invandrare som svart arbetskraft. 
Den omfattande verksamhetens stora avkastning i pengar medför att slavhandlarna gör sitt yttersta för att bli av med Hassel och hans kollegor.

## Om filmen
Filmen är den tredje i raden av Hasselfilmer. Jan Erik Lindqvist byttes i denna film (och även resterande i Hassel-serien) ut mot Leif Liljeroth på grund av sviktande hälsa. Jan Erik Lindqvist/Leif Liljeroth spelade rollen som Hassels chef Yngve Ruda.

## Rollista
- Lars-Erik Berenett - Roland Hassel
- Björn Gedda - Simon Palm
- Leif Liljeroth - Yngve Ruda
- Robert Sjöblom - Pelle Pettersson
- Allan Svensson - Sune Bengtsson
- Ingrid Janbell - Virena
- Gunnel Fred - Mona Lindblom
- Thomas Widman - Peter Ahlin
- John Harryson - Ulrik Ahlin
- Gunvor Pontén - Astrid Ahlin
- Tjadden Hällström - Jonas Logander
- Silvija Bardh - Marja Logander
- Pierre Fränckel - Folke Axelsson
- Kåre Mölder - Torped
- Dag Möller - Torped
- Lars Hansson - Klas "Mandel" Åkerlind
- Jonas Uddenmyr - Linkan
- Michael Segerström - fikusen
- Hasan Gül - Davot Karabatchak
- Hassan Hitay - Ali Al-Bayda
- Vesna Puric - Alis fru
- Marianne Nielsen - Karin Andersson
- Helge Hagerman - Einar Andersson
- Eva Bysing - Gerda
- Anita Lindell - kassörskan
- Bengt Engberg - Arnesson
- Jonas Wahlström - Föreståndare på terrariet